# هان دوان
هان دوان (بالصينية: 韩端) (15 يونيو 1983 بداليان في الصين - ) هي لاعبة كرة قدم صينية في مركز الهجوم، شاركت في الألعاب الأولمبية الصيفية 2008 والألعاب الأولمبية الصيفية 2004. وشاركت مع منتخب الصين الوطني لكرة القدم للنساء. أما مع النوادي، فقد لعبت مع Los Angeles Sol ‏.

## وصلات خارجية
- هان دوان على موقع الاتحاد الدولي (مؤرشف)  (الإنجليزية)
- هان دوان على موقع قاعدة بيانات كرة القدم.إي يو (الإنجليزية)
- هان دوان على موقع Soccerway.com (الإنجليزية)
- هان دوان على موقع عالم كرة القدم.نت (الإنجليزية)
- هان دوان على موقع أوليمبيديا (الإنجليزية)
- هان دوان على موقع اللجنة الأولمبية الصينية (الإنجليزية)